# Тихомир Милошевски
Тихомир Милошевски – Тикьо (на македонска литературна норма: Тихомир Милошевски – Тиќо) е комунистически партизанин и народен герой на Югославия, сетнешен генерал-полковник от Югославската народна армия.

## Биография
Тихомир Милошевски е роден на 23 юли 1915 година в гостиварското село Битуше. Основно образование получава в родното си село, средното в Тетово, а във Валево, Стара Сърбия, завършва земеделско училище училище. През 1940 г. завършва военно училище в Сараево. До началото на Втората световна война е офицер от югославската кралска армия, командир на пограничен взвод в Цариброд. В 1941 година при навлизането на германската войска през България в Кралство Югославия е ранен на поста си.
След като оздравява Тихомир Милошевски заминава за Скопие, където взима участие в партизанското движение на ЮКП. Арестуван е и е интерниран от българската власт в Горна Джумая (днес Благоевград). През януари 1942 година е освободен и повторно заминава за Скопие, където подновява партизанската си дейност. От юни 1943 г. е член на ЮКП и става командир на Местния военен щаб в Скопие. През август 1943 година се включва в кавадарския партизански отряд „Добри Даскалов“, дял от Народо-освободителната войска (НОВ) и (ПОМ). Участва във Февруарския поход ръководейки батальон, а след формирането на Трета македонска бригада е назначен за неин командир (26 февруари 6 август 1944). От юли 1944 г. е командир на Трета оперативна зона на НОВ и ПОМ. В същото време е делегат на първото заседание на АСНОМ. След създаването на 41-ва Македонска дивизия е назначен за неин командир и като такъв участва в превземането на Прилеп, Битоля, Охрид, Струга, Дебър, Кичево и други.
След формирането на Социалистическа Република Македония в рамките на СФР Югославия Тихомир Милошевски е назначен за командир на 48-а дивизия в състав на XV македонски корпус. С него участва в сраженията на Сремския фронт и има заслуги в превземането на Винковци, Славонска Пожега, Загреб и Целе. В битката при Пакрац, днес Хърватия, Тихомир Милошевски е ранен. През октомври 1944 година е назначен за командир на Петнадесети македонски корпус.
След войната Тихомир Милошевски заема длъжности като командир на дивизия, комендант на учебен център, началник-щаб на военна област и други. От 1954 до 1956 г. е член на Генералния щаб на ЮНА. След това е началник на Военната академия в Требине. Пенсиониран е през 1962 г. с чин генерал-полковник на Югославската народна армия. На 29 ноември 1953 година е обявен за народен герой на Югославия. Бил е депутат и член на Съвета на Социалистическа република Македония. Умира на 1 април 1984 година в Скопие.